# Kurt Sutter
Kurt Sutter (né le 5 mai 1960) est un scénariste, producteur de cinéma, acteur et réalisateur américain. Il est connu comme producteur et acteur des series The Shield et Sons of Anarchy, où sa femme Katey Sagal tient l'un des rôles principaux (il a lui aussi un petit rôle dans la série). Pour s'imprégner de la culture et du monde biker, Sutter a passé quelques semaines avec un club hors la loi.

## Filmographie

### Acteur
- 2002 - 2008 : The Shield (série télévisée) : Margos Dezerian
- 2008 - 2013 : Sons of Anarchy (série télévisée) : Otto « Big Otto » Delaney
- 2015 : The Bastard Executioner (série télévisée) : The Dark Mute
- 2019 : Chaos Walking de Doug Liman : Cillian

### Producteur
- 2002 - 2008 : The Shield (série télévisée).
- 2008 - 2014 : Sons of Anarchy (série télévisée).
- 2012 : Outlaw Empires (série télévisée) - (4 épisodes).
- 2015 : The Bastard Executioner (série télévisée)
- 2018 - 2023 : Mayans M.C. (série télévisée)

### Scénariste
- 2015 : La Rage au ventre (Southpaw) d'Antoine Fuqua